# 로버트 쇼 (지휘자)
로버트 쇼(영어: Robert Shaw, 1916년 4월 30일 ~ 1999년 1월 25일)는 미국의 지휘자이다. 학생 때 자신의 합창단을 조직하여 활동을 시작해 1949년에 로버트 쇼 합창단을 설립하였다. 아르투로 토스카니니로부터 실력을 인정 받아 NBC 교향악단과 협연을 한다. 또한 샌디에고 심포니의 음악 감독을 맡으면서 조지 셀의 클리블랜드 오케스트라의 부지휘자와 클리블랜드 관현악단 합창단의 지휘자도 맡고있다. 1967년 애틀랜타 교향악단의 음악 감독으로 취임과 병설 합창단을 조직하고 함께 메이저 단체로서의 지위를 구축하였다. 1988년 퇴임 후 악단의 명예 음악 감독 계관 지휘자가 되었다.